# Heather Kuzmich
Heather Kuzmich nació el 19 de abril de 1986 en Valparaíso, Indiana. Ella es una modelo y estudiante de arte estadounidense. Recientemente se ha mudado a Chicago, Illinois, donde estudia diseño de videojuegos. Fue participante en la novena temporada del reality show America's Next Top Model, donde quedó como quinta finalista. Durante el show, se reveló que Kuzmich tiene síndrome de Asperger y el trastorno por déficit de atención con hiperactividad (TDAH).

## Vida personal
Kuzmich fue diagnosticada con el síndrome de Asperger cuando tenía quince años (Tyra Banks informó erróneamente en el show que fue a los trece años), época en que falleció su padre. Heather ha declarado en entrevistas que este fue un período muy difícil de su vida. Viviendo con el Asperger, los mayores problemas de Kuzmich están referidos a su incapacidad de interactuar con otras personas y su déficit de comunicación. Heather por lo general se la asocia con un aspecto gótico y oscuro por su personalidad enigmática, cosa que es errónea aunque Tyra Banks ha admitido públicamente que su estilo le recuerda mucho al del director Tim Burton.
El público ama a Heather Kuzmich

## Participación en America's Next Top Model
Kuzmich fue una de las cinco finalistas del Ciclo 9. Asimismo considerada una de las participantes más bellas en la historia de America's Next Top Model; durante su participación, ella fue la única concursante que no necesitó de algún cambio, ya que se encontraba perfecta así como llegó. Aunque al inicio su desempeño fue opacado por su déficit de comunicación, Heather consiguió dar muy buenas fotos durante su participación, a esto se sumaba su incomparable belleza que siempre fue halagada por los jueces. Al comienzo, tuvo cierto problemas con las demás chicas, que se burlaban de ella por su discapacidad. Sin embargo, con el transcurrir de las semanas, Kuzmich logró fortalecer sus lazos amicales con las demás concursantes, que la llegaron a estimar y lloraron cuando fue eliminada.
Según Heather, ella siempre quiso ser modelo. Sin embargo, nunca pensó en materializar este deseo. No fue hasta que una amiga suya la convenció de mirar el Ciclo 7 y, tras esto, la joven se decidió a audicionar para el show.
Quedó entre las 13 finalistas, y gracias a sus estupendas fotos (su portafolio es considerado como uno de los mejores, junto a los de Joanie Dodds, Jenah Doucette y Kahlen Rondot) mejoró su desempeño semana a semana. Participó junto a las otras cuatro finalistas del viaje a Shanghái, China, en donde tuvo que afrontar el reto más difícil de la competición: la visita a clientes o go-sees. En este duro reto, Heather no consiguió más que una visita y se retrasó por cuarenta minutos. A pesar de que aquella semana tuvo una gran sesión de fotos, fue eliminada. Heather es una de las concursantes de ANTM que más popularidad ha alcanzado, pues muchos consideran que es un ejemplo de perseverancia para los Asperger. Asimismo, Kuzmich es la única participante que fue CoverGirl de la Semana incluso después de haber sido eliminada (título que comparte con la ganadora de Ciclo 4, Naima Mora).

### Sinopsis
- Episodio 1: Heather quedó entre las 13 finalistas. Reveló que padecía de Asperger y Tyra pensó que poseía potencial y la convocó.
- Episodio 2: En la sesión de las consecuencias de fumar cigarrillos, Heather protagonizó su foto junto a Saleisha Stowers. Los jueces alabaron su desempeño y destacaron su estilo sofisticado.
- Episodio 3: En esta semana se protagonizó la sesión de las chicas escalando una montaña. Heather, una vez más, logró una foto consistente y fue alabada por la fuerza de su mirada.
- Episodio 4: Durante esta semana se llevó a cabo la sesión de las plantas. A Heather le tocó encarnar a los hierbajos y su foto fue buena .
- Episodio 5: El tema de la sesión de esta semana fue el de las "gárgolas fashion". Heather logró una foto impactante, pero fue criticada por los jueces debido a que la modelo solo mostraba perfiles y nunca una fotografía de frente.
- Episodio 6: Con la crítica de la semana anterior en la mente, durante la sesión de esta semana, Kuzmich brindó su primera foto de frente, cuando simbolizó a unas latas de aluminio en la temática del reciclaje. Los jueces se mostraron muy sorprendidos por la variedad del estilo de Heather y consideraron esta como su mejor actuación.
- Episodio 7: Recuento de los episodios de esta temporada.
- Episodio 8: Durante esta semana, las chicas protagonizaron un video de Enrique Iglesias. El desempeño de Heather fue regular, pues se mostró un tanto torpe al ejecutar los movimientos sensuales que el film requería. Sin embargo, consiguió llegar a la siguiente ronda.
- Episodio 9: En este episodio, la sesión tuvo como tema el desierto. Heather tuvo un desempeño regular y tras una breve tensión logró mantenerse por una semana más en el show.
- Episodio 10: En este capítulo, las chicas viajaron a Shanghái, donde grabaron un comercial para CoverGirl. A Heather no le fue bien en su actuación, y durante el juicio quedó entre las dos últimas. No obstante, el panel consideró que el potencial de Heather era suficiente como para darle otra oportunidad.
- Episodio 11: Durante esta semana, las chicas visitaron a los diseñadores (go-sees), la participación de Kuzmich fue desastrosa en el reto. Heather tuvo una gran sesión de fotos (tomada por Nigel Barker), pero no fue suficiente por lo que se eliminó a Kuzmich de la competencia.

## Vida después de America's Next Top Model

### Moda
Heather firmó por Elite Model Management con sede en Chicago. Asimismo, tuvo una sesión de fotos dirigida por Mary J. Blige para Carols's Daughter. Heather ha modelado para la empresa textil "Blue Eyed Girl", y también ha aparecido en la tapa de la revista Spectrum.

### Prensa
Kuzmich ha recibido gran atención de la prensa debido a su síndrome de Asperger, incluyendo apariciones en talk shows (una entrevista en Good Morning America y un artículos en el New York Times, por ejemplo). En tales apariciones, ella ha confesado que continuará con su carrera en el modelaje, a la par que estudia en el Illinois Institute of Art localizado en Chicago. En una reciente entrevista, Paulina Porizkova ha expresado que su modelo favorita en la historia de ANTM es Heather. Kuzmich ha aparecido en la revista People en dos ocasiones, una vez en octubre de 2007 y la segunda en diciembre del mismo año. Asimismo, ella ha aparecido dos veces en el Tyra Banks Show, donde participó en diversos especiales referidos a America's Next Top Model.